# Earophila radiata
Earophila radiata là một loài bướm đêm trong họ Geometridae.